# Stuw- en sluiscomplex Roermond
De stuw en het sluiscomplex van Roermond of Roermondse Weerd vormt een geheel van waterwerken ter regulering van de Maas in de Nederlandse provincie Limburg, ten behoeve van de daarop plaatsvindende binnenvaart. Het complex werd gebouwd rond 1926 en is een van de zeven stuwen in de Maas waarmee Rijkswaterstaat het waterpeil kan beïnvloeden
Ten noorden van het complex komt de Maasnielderbeek uit in de Maas en verder naar het noorden komt ook het Lateraalkanaal Linne-Buggenum op de Maas uit. Ten zuidwesten van het complex liggen enkele Maasplassen met buurtschap De Weerd.
Zowel de stuw als de sluis zijn een rijksmonument.

## Werking
De beweegbare schuiven, die zorgen dat er meer of minder water wordt doorgelaten, doen dat in jukken. Dit zijn de ‘staanders’ van het neerlaatbare deel van de stuw. Bij veel afvoer van de Maas worden de schuiven verwijderd en worden de lege jukken plat op de bodem gelegd zodat het rivierwater vrijelijk door kan stromen. Als alle schuiven erin zitten is de stuw gezet. Als de afvoer van de Maas dan hoger dan 400 m³/s wordt, haalt Rijkswaterstaat schuiven van een deel van de stuw of helemaal weg. Zo kan het water sneller wegstromen. De stuw heeft een eigen kraan op rails om de onderdelen, de schuiven, uit de stuw te halen of er weer in te zetten. 
Bij duikinspecties waren in februari en in september 2022 scheuren in de jukken ontdekt. Die werden dichtgelast en de stuw werd verstevigd met een schoorconstructie aan de benedenzijde van de stuw. Volgens planning wordt in 2023 begonnen met het vervangen van alle jukken.

## Geschiedenis
Begin 20e eeuw wilde men de Maas beter geschikt maken voor de binnenvaart, die daarop reeds eeuwenlang plaatsvond. Een probleem was om een vaargeul van de juiste diepte te verkrijgen, teneinde de Maas bevaarbaar te maken voor schepen tot 2.000 ton laadvermogen. Daartoe diende de Maas te worden voorzien van een vijftal stuwen, namelijk te Linne, Roermond, Belfeld, Afferden/Sambeek en Grave. Naast elke stuw kwam een sluizencomplex. In 1915 werd het doel van het project omschreven als: het verkrijgen van een hoofdverkeersweg ten dienste van het vervoer van massa goederen uit eene streek, waar eene sterk ontwikkelde groot industrie te verwachten is. Rond deze tijd begonnen namelijk ook de Limburgse mijnen in toenemende mate te produceren en het vervoer van de steenkool geschiedde aanvankelijk slechts per spoor.
Het stuw- en sluizencomplex bij Roermond werd rond 1926 gebouwd. In 1929 was het gehele Maaskanalisatieproject voltooid.